# 체코슬로바키아 정교회

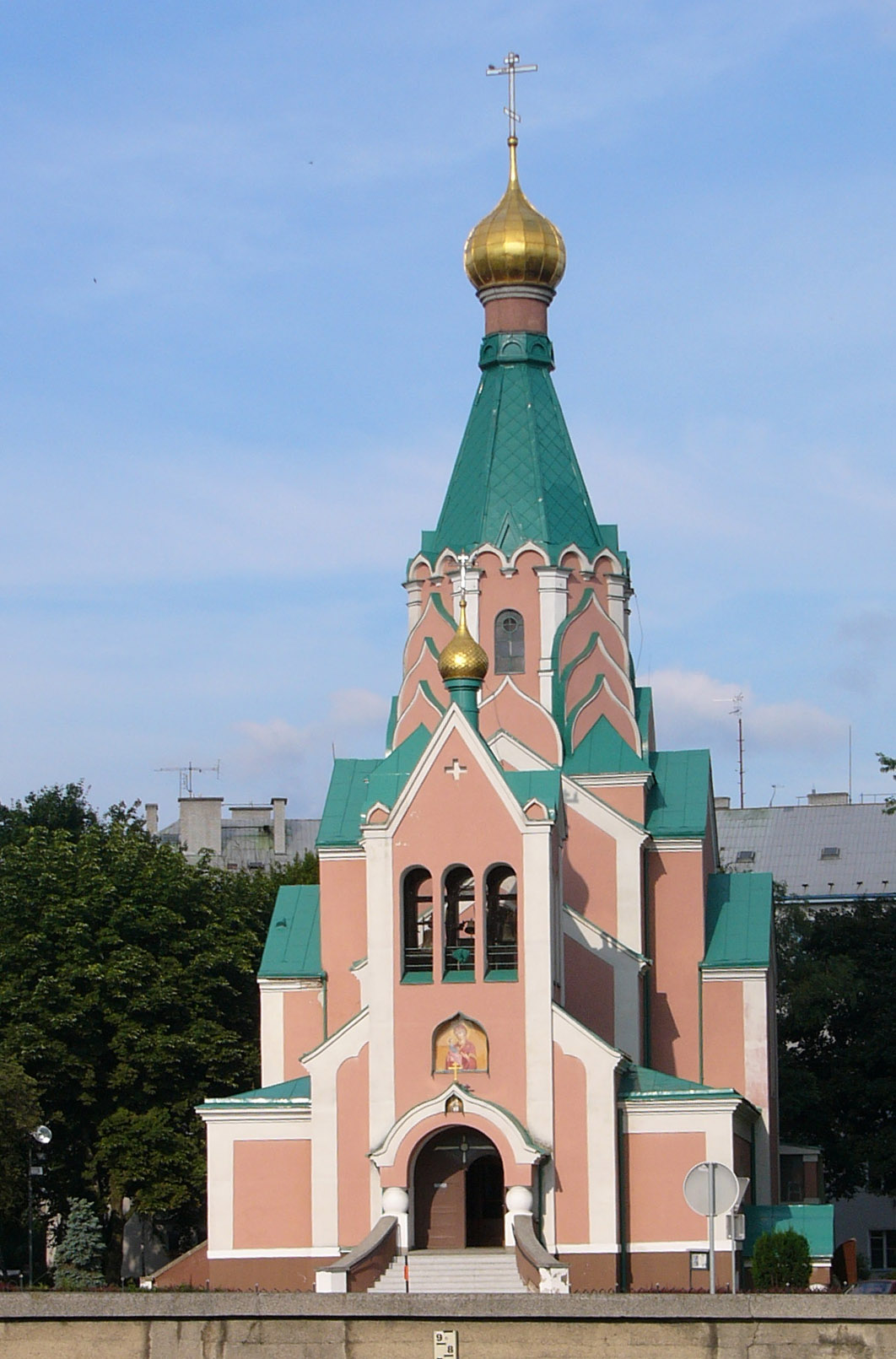

체코슬로바키아 정교회(체코어: Pravoslavná církev v českých zemích a na Slovensku)는 체코와 슬로바키아를 관할하는 동방 정교회 교회이다. 총대주교청은 체코의 프라하와 슬로바키아의 프레쇼우에 위치해 있다.

## 역사
1951년 러시아 정교회 모스크바 총대주교가 체코슬로바키아 정교회에 독립 교회의 지위를 부여했으나 콘스탄티노폴리스 세계총대주교청은 체코슬로바키아의 정교회가 콘스탄티노플 총대주교 산하의 자치 교회의 지위에 있다는 이유로 모스크바 총대주교의 일방적인 이 조치를 승인하지 않았다. 콘스탄티노폴리스 세계총대주교청은 1998년에 체코슬로바키아 정교회에 대해 독립 교회 지위를 부여해 그 독립을 인정하여 독립 교회의 지위가 전체 동방 정교회 차원에서 교회법적으로 인정을 받게 되었다.

## 같이 보기
- 동방 정교회
- 콘스탄티노플 총대주교